# HD 156411
HD 156411 è stella situata nella costellazione dell'Altare a circa 179 anni luce di distanza dal Sole. Avendo una magnitudine apparente di 6,67, non è visibile ad occhio nudo ma si può osservare facilmente con un binocolo. Nel 2009 è stato scoperto un pianeta extrasolare che le orbita attorno, HD 156411 b.

## Caratteristiche fisiche
La stella è di tipo spettrale G1V, anche se in alcune pubblicazioni viene classificata anche di classe F8IV-V, cioè di classe intermedia tra una stella subgigante ed una stella di sequenza principale. Ha una massa del 25% superiore a quella del Sole ed un raggio poco più del doppio di quello della nostra stella, con una temperatura superficiale attorno ai 5900 K.

## Pianeta
Scoperto nel 2009 con il metodo della velocità radiale tramite lo spettrografo HARPS, posto all'Osservatorio di La Silla in Cile, il pianeta risulta avere una massa minima del 74% di quella di Giove e orbita a poco meno di 2 UA dalla stella. A quella distanza si colloca all'interno della zona abitabile, anche se l'alta eccentricità orbitale (0,22) non lo pone tra i maggiori candidati ad ospitare vita aliena, in quanto la temperatura d'equilibrio da apoastro a periastro potrebbe variare di circa 80 °C (da -31 °C a +29 °C), e senza peraltro tener conto di un eventuale effetto serra che potrebbe aumentare notevolmente la temperatura superficiale. Inoltre, in passato la zona abitabile era probabilmente più vicina alla stella, che, avendo uno stadio evolutivo più avanzato rispetto a quello del Sole, come testimoniato dalle fonti che la catalogano come subgigante, dovrebbe avere aumentato la sua luminosità negli ultimi milioni di anni.
Sotto, un prospetto del sistema di HD 156411.
| Pianeta | Tipo            | Massa    | Periodo orb. | Sem. maggiore | Eccentricità |
| ------- | --------------- | -------- | ------------ | ------------- | ------------ |
| b       | Gigante gassoso | ≥0.74 MJ | 842,2 giorni | 1,88 UA       | 0,22         |